# Le Cercle des tropiques
Le Cercle des tropiques est un roman d’Alioum Fantouré. Paru en 1972 aux éditions Présence africaine, l’œuvre reçoit le grand prix littéraire d’Afrique noire en 1973.